# Omphalodes heterophylla
Omphalodes heterophylla är en strävbladig växtart som beskrevs av K. H. Rechinger och Riedl. Omphalodes heterophylla ingår i släktet lammtungor, och familjen strävbladiga växter. Inga underarter finns listade i Catalogue of Life.